# Farmington (Nuevo México)
Farmington es una ciudad en el condado de San Juan en el estado de Nuevo México (Estados Unidos). Junto con el condado de San Juan circundante constituye una de las cuatro áreas estadísticas metropolitanas (MSA) del estado. Se encuentra en el cruce del río San Juan, el río Animas y el río La Plata, y se encuentra en la meseta de Colorado. Según la Oficina del Censo en 2019 tenía 44 372 habitantes.  Es la ciudad más extensa del condado de San Juan, uno de los condados más grandes de los Estados Unidos con 14 343 km². Es la sede de condado (la otra ciudad en el condado de San Juan es Azteca). 
Sirve como centro comercial para la mayor parte del noroeste de Nuevo México y la región de Cuatro Esquinas. Se encuentra en o cerca del cruce de tres carreteras importantes: la U.S. Route 550, la U.S. Route 64 y la New Mexico Highway 371. Se encuentra en Trails of the Ancients Byway, uno de los caminos pintorescos designados de Nuevo México.
Sus principales industrias son la producción de petróleo, gas natural y carbón. Sus principales minas de carbón son las Navajo y San Juan, operadas por BHP Billiton de 24,1 a 30,6 km suroeste de Farmington. El carbón extraído de allí se utiliza como combustible para las cercanas estacións generadoras de Four Corners y de San Juan para producir energía eléctrica.

## Historia
El área que ahora es Farmington fue colonizada por los anasazi en el siglo VII. Las ruinas se pueden visitar en las cercanas ruinas de salmon y en las ruinas aztecas. Cuando los pueblo abandonaron el área, los navajos, jicarilla paches y Utes se mudaron al área. Una parte clave de la región se conocía en navajo como Tóta ', que significa "donde se encuentran tres ríos".
Aunque en la zona se realizaron prospecciones mineras españolas y estadounidenses, hubo pocos asentamientos permanentes. En 1868, se creó la Nación Navajo, ocupando la mitad occidental del condado de San Juan. Seis años después, el gobierno de Estados Unidos ofreció territorio en el resto del condado de San Juan al Jicarilla Apache, pero se negaron. Como resultado, el área se abrió para la colonización y varios colonos se trasladaron a la región desde el sur de Colorado. El área originalmente se conocía como "Junction City" debido al acceso a los tres ríos.

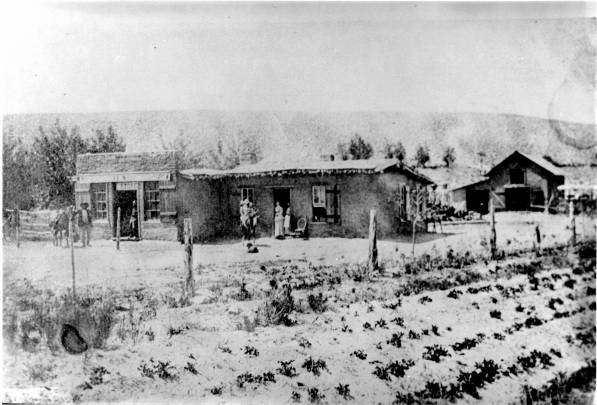
La casa de A. F. Miller (1885), donde funcionó la primera tienda de Farmington

En 1901 la ciudad fue incorporada y nombrada Farmington con una población de 548 habitantes. Para el 19 de septiembre de 1905, se terminó el ferrocarril que conecta Farmington con Durango, expandiendo así las oportunidades económicas y de asentamiento. Era inusual porque era un ferrocarril de vía estándar que conectaba con las líneas de vía estrecha de Denver y Rio Grande Western del suroeste de Colorado. El ferrocarril convirtió la línea a vía estrecha en 1923. Esta fue abandonada en 1968 y desmantelada a Durango en 1969. Además, en los años 1920 hubo una importante inversión en gas natural y petróleo en la zona, aunque la producción real se mantuvo baja hasta los años 1950. 
Con la construcción de una carretera desarrollada que conecta Farmington con la U.S. Ruta 66 y Albuquerque en los años 1940 y la construcción del Gasoducto de Gas Natural de la Cuenca de San Juan en 1953, una empresa dirigida por Tom Bolack, la población se expandió significativamente. Pasó de 3637 en 1950 a 35 000 en 1953 y la expansión continuó después de eso. Sin embargo, la conexión significativa con la industria energética hizo que la economía de la ciudad fuera en gran medida vulnerable a las fluctuaciones del mercado internacional durante la crisis energética de los años 1970 y dio como resultado una cierta diversificación económica.
En 1967, como parte de una operación conjunta del Gobierno de los Estados Unidos y El Paso Electric, se produjo una detonación nuclear subterránea a 50 millas (80,5 km) este de Farmington y unas 40 km sur de Dulce, en el actual Bosque Nacional Carson. Este proyecto piloto de la Operación Plowshare, cuyo nombre en código es Proyecto Gasbuggy, fue un intento de fracturar un gran volumen de lecho rocoso subterráneo para que haya más gas natural disponible para la extracción mediante pozos de gas.
La gente de Farmington ha sido objeto de varias investigaciones de derechos civiles, incluido el informe de 2005, The Farmington Report: Civil Rights for Native Americans 30 Years Later.
El 18 de marzo de 1950, Farmington fue el sitio de un avistamiento masivo de ovnis en el que se informó que más de la mitad de la población de la ciudad había visto grandes platillos en el cielo volando a altas velocidades.

## Geografía
Según la Oficina del Censo de Estados Unidos, Farmington tiene un área total de 83 km², de los cuales 82 km² son tierra y 1 km², agua.
La Nación Navajo está al oeste de Farmington, la Reserva India de la Montaña Ute está al noroeste y la Reserva India del Sur de Ute está al noreste de la ciudad. Las ruinas prehistóricas de nativos americanos se encuentran cerca. El Monumento nacional de las Ruinas Aztecas y Salmon Ruins son viviendas antiguas ubicadas justo al noreste y al este de Farmington. El parque nacional Mesa Verde se encuentra a unas 64 km al noroeste, y el Parque Histórico Nacional de la Cultura Chaco está a unas 80 km al sureste.

### Clima
Farmington tiene un clima semiárido. La ciudad puede experimentar veranos calurosos e inviernos fríos con escasas precipitaciones durante todo el año. La nevada anual promedio es de 31 cm.

## Demografía
Según el censo de 2010, había 45.895 personas y 17.548 unidades de vivienda en Farmington. La composición racial de la ciudad era 62,8 % blanca (incluido 52,4 % blanca no hispana), 1,0 % afroamericana, 22,2 % nativa americana, 0,6 % asiática, 0,1 % isleña del Pacífico y 4,2 % de dos o más razas. Los hispano latinos de cualquier raza eran 22,4 % de la población.
Había 16 466 hogares, de los cuales el 33,4 % tenían hijos menores de 18 años que vivían con ellos, el 49 % eran parejas casadas que vivían juntas, el 13,6 % tenía una mujer como cabeza de familia sin marido presente y el 30,1 % no eran familias. El 21,7 % de todos los hogares se componían de individuos y el 8% tenía alguien que vivía solo y tenía 65 años de edad o más. El tamaño medio del hogar era 2,7 y el tamaño medio de la familia era de 3,19 personas.

## Arte y cultura
En Farmington se ha celebrado la Serie Mundial de Connie Mack, jugada en agosto de cada año en Ricketts Park (con capacidad 5072 espectadores), durante 50 años. El juego de la temporada regular de la liga Connie Mack incluye a jugadores de 16 a 18 años. La Serie Mundial Connie Mack consta de 10 o más equipos de varias regiones de los Estados Unidos, incluso de Puerto Rico.
En la Plaza de San Juan, de Farmington, se celebra una competencia anual de hombres fuertes, que se lleva a cabo el último sábado de julio.
Farmington celebra una fiesta fluvial una vez al año. Los ríos del área se celebran con un festival de música, bellas artes, comida, entretenimiento, carreras y caminatas, por senderos junto al río y paseos en balsa.
El campo de golf Piñon Hills, diseñado por Ken Dye, en Farmington es uno de los mejores campos de golf municipales de Estados Unidos. Es propiedad de la ciudad de Farmington, que tambnién la administra, y ha sido clasificado entre los mejores campos de golf municipales por la revista Golfweek Magazine durante varios años.
La pesca, la mosca y el carrete, es una actividad muy popular en Farmington. Se permite pescar en el río San Juan, el lago Navajo, el lago Farmington, el lago Morgan, el río Animas, el lago Jackson y la presa Cutter.

## Gente notable de Farmington
- Tom Bolack (1918-1998), gobernador y vicegobernador de Nuevo México; Alcalde de Farmington; petrolero; ranchero
- Alana Nichols (nacida en 1983), medallista de oro paralímpica en esquí alpino y baloncesto en silla de ruedas
- Melanie Stansbury (nacida en 1979), representante de los Estados Unidos, exrepresentante estatal y científica